# 1963 v športu
1963 v športu.

## Avto - moto šport
- Formula 1: Jim Clark, Združeno kraljestvo, Lotus-Climax, je slavil s šestimi zmagami in 54 točkami, konstruktorski naslov je šel prav tako v roke moštva Lotus-Climax z osvojenimi 54 točkami
- 500 milj Indianapolisa: slavil je Parnelli Jones, ZDA, z bolidom Watson/Offenhauser, za moštvo J. C. Agajanian[1]

## Kolesarstvo
- Tour de France 1963: Jacques Anquetil, Francija
- Giro d'Italia: Franco Balmamion, Italija

## Košarka
- Pokal evropskih prvakov: CSKA Moskva
- NBA: Boston Celtics slavijo s 4 proti 2 v zmagah nad Los Angeles Lakers[2]
- Svetovno prvenstvo v košarki - Brazilija 1963: 1. Brazilija, 2. Jugoslavija, 3. Sovjetska zveza[3]
- EP 1963: 1. Sovjetska zveza, 2. Poljska, 3. Jugoslavija[4]

## Nogomet
- Pokal državnih prvakov: AC Milan je slavil s 2-1 proti Benfici[5]

## Tenis
- Moški: 
  - Odprto prvenstvo Avstralije: Roy Emerson, Avstralija[6]
  - Odprto prvenstvo Anglije - Wimbledon: Chuck McKinley, ZDA[7]
- Ženske: 
  - Odprto prvenstvo Avstralije: Margaret Smith Court, Avstralija[8]
  - Odprto prvenstvo Anglije - Wimbledon: Margaret Smith Court, Avstralija[9]
- Davisov pokal: ZDA slavijo s 3-2 nad Avstralijo[10]

## Hokej na ledu
- NHL - Stanleyjev pokal: Toronto Maple Leafs slavijo s 4 proti 1 v zmagah nad Detroit Red Wings
- SP 1963: 1. Sovjetska zveza, 2. Švedska, 3. Češkoslovaška[11]

## Rojstva
- 9. januar: Jiři Parma, češki smučarski skakalec
- 21. januar: Hakeem Olajuwon, nigerijsko-ameriški košarkar
- 2. februar: Ilja Bjakin, ruski hokejist
- 2. februar: Karin Dedler-Feigele, nemška alpska smučarka
- 4. februar: Pirmin Zurbriggen, švicarski alpski smučar
- 12. februar: Igor Stelnov, ruski hokejist
- 14. februar: Simo Saarinen, finski hokejist
- 17. februar: Michael Jordan, ameriški košarkar
- 20. februar: Charles Barkley, ameriški košarkar
- 1. marec: Magnus Svensson, švedski hokejist
- 11. marec: Veronika Vitzthum, avstrijska alpska smučarka
- 22. marec: Per-Erik Eklund, švedski hokejist
- 22. marec: Anni Kronbichler, avstrijska alpska smučarka
- 22. marec: Hannu Virta, finski hokejist
- 29. marec: Rajmond Debevec, slovenski strelec
- 13. april: Gari Kasparov, ruski šahist
- 22. april: Blanca Fernández Ochoa, španska alpska smučarka
- 27. april: Dorota Mogore-Tlałka, poljsko-francoska alpska smučarka
- 27. april: Małgorzata Mogore-Tlałka-Długosz, poljsko-francoska alpska smučarka
- 19. maj: Hannu Järvenpää, finski hokejist
- 24. maj: Ivan Capelli, italijanski dirkač Formule 1
- 27. maj: Maria Walliser, švicarska alpska smučarka
- 6. junij: Vladimír Růžička, češki hokejist
- 19. junij: Roswitha Steiner-Stadlober, avstrijska alpska smučarka
- 24. junij: Boris Pajič, slovenski hokejist
- 8. julij: Andrej Jelenc, slovenski kanuist
- 16. julij: Srečko Katanec, slovenski nogometaš in nogometni trener
- 17. julij: Matti Nykänen, finski smučarski skakalec
- 18. julij: Marc Girardelli, luksemburški alpski smučar
- 23. julij: Slobodan Živojinović, srbski tenisač
- 26. avgust: Valerij Širjajev, ukrajinski hokejist
- 19. september: David Seaman, angleški nogometaš
- 22. september: Jiří Doležal, češki hokejist
- 9. oktober: Brigitte Gadient, švicarska alpska smučarka
- 31. oktober: Carlos Dunga, brazilski nogometaš in trener
- 5. november: Jean-Pierre Papin, francoski nogometaš in trener
- 8. november: Mirko Vindiš, slovenski maratonec
- 10. november: Mike Powell, ameriški atlet
- 16. november: Zina Lynna Garrison, ameriška tenisačica
- 17. november: Elisabeth »Lisi« Kirchler-Riml, avstrijska alpska smučarka
- 18. november: Peter Schmeichel, danski nogometaš
- 4. december: Sergej Bubka, ukrajinski atlet
- 6. december: Deborah Rae »Debbie« Armstrong, ameriška alpska smučarka
- 24. december: Timo Jutila, finski hokejist
- 29. december: Liisa Savijarvi, kanadska alpska smučarka

## Smrti
- 9. januar: Donald Lippincott , ameriški atlet (* 1893)
- 23. januar: Gustave Garrigou, francoski kolesar (* 1884)
- 23. februar: Ernest "Ernie" Russell, kanadski hokejist (* 1883)
- 22. marec: Cäcilia Edith »Cilly« Aussem, nemška tenisačica (* 1909)
- 10. april: Alfred Felber, švicarski veslač (* 1886)
- 30. april: Eddie Carpenter, ameriški profesionalni hokejist (* 1890)
- 10. maj: Franco Comotti, italijanski dirkač Formule 1 (* 1906)
- 21. julij: Bohumil Modrý, češki hokejist (* 1916)
- 6. avgust: Sophus »Krølben« Nielsen, danski nogometaš in trener (* 1888)
- 9. avgust: William Northey, kanadski hokejski funkcionar (* 1872)
- 12. avgust: Joseph »Joe« Miller, kanadski profesionalni hokejist (* 1900)
- 14. avgust: Sally Deaver, ameriška alpska smučarka (* 1933)
- 28. november: Lee Wallard, ameriški dirkač (* 1911)
- 2. december: Thomas Hicks, ameriški atlet (* 1875)